# المقبرة (السدة)

تعديل مصدري - تعديل

المقبرة محلة تابعة لقرية حفزان، التابعة لعزلة وادي الحبالي بمديرية السدة إحدى مديريات محافظة إب في الجمهورية اليمنية.، بلغ تعداد سكانها 29 حسب تعداد اليمن لعام 2004م.